# Donald Byrd
Donald Byrd, vlastním jménem Donaldson Toussaint L'Ouverture Byrd II. (9. prosince 1932, Detroit, Michigan – 4. února 2013) byl americký jazzový a R&B trumpetista.
Byrd se narodil v Detroitu, Michiganu. Docházel na Cass Technical High School. Před tím než dokončil střední školu, hrál například s Lionel Hamptonem. Později hrál ve vojenské kapele. Byrd se zabýval hard bopem, jazz-rockem, soul-jazzem, jazz-funkem a v neposlední řadě i rhythm and bluesem.

## Diskografie
| - Off to the Races (1958), Blue Note - Byrd in Hand (1959) - Fuego (1959) - Byrd in Flight (1960) - Royal Flush (1961) - Free Form (1961) - The Cat Walk (1962) - Groovin' for Nat (1962) - A New Perspective (1963) - I'm Tryin' To Get Home (1964) - Up With Donald Byrd (1965) Verve Records - Mustang! (1966) - Slow Drag (1967) - Blackjack (1967) - Fancy Free (1969) - lectric Byrd (1970) - Ethiopian Knights (1971) - Black Byrd (1972) - Street Lady (1973) - Stepping into Tomorrow (1974) - Places and Spaces (1975) - Caricatures (1976) |  | - Thank You...For F.U.M.L. (Funking Up My Life) (1978) - Donald Byrd And 125th Street, N.Y.C. (1979) - Love Byrd: Donald Byrd and 125th St, N.Y.C. (1981) - Words, Sounds, Colors and Shapes (1983) - Harlem Blues (1987) - Getting Down to Business (1989) - A City Called Heaven (1991) - Touchstone (2000) - The Transition Sessions (2002) - Out of This World (2003) - At the Half Note Cafe, Vol. 1 (2003) - At the Half Note Cafe, Vol. 2 (2003) - At the Half Note Cafe, Vol. 1-2 (Bonus Tracks) (2004) - In a Soulful Mood (2005) - Pop-Jazz Volume 1 (2006) |